# NGC 169
NGC 169 è una grande galassia a spirale situata nella costellazione di Andromeda, che forma una coppia di galassie interagenti con la compagna IC 1559.

## Descrizione
NGC 169 è affiancata da una sottostante piccola galassia compagna denominata NGC 169A, classificata anche come IC 1559 nell'Index Catalogue. Si tratta di due galassie interagenti tra loro. La coppia è stata inclusa da Halton Arp nel suo Atlas of Peculiar Galaxies con il numero 282.
NGC 169 ha un nucleo molto brillante nell'ultravioletto, tanto che è considerata una galassia di Markarian e inclusa con la denominazione Mrk 341 (MK 341) nell'omologo catalogo. Viene inoltre considerata anche come una galassia di Seyfert.

## Scoperta
NGC 169 è stata scoperta il 18 settembre 1857 dall'astronomo irlandese R. J. Mitchell.